# ル・ノエル
『ル・ノエル』は、宙出版が発行する季刊漫画雑誌。『Young Love Comic aya』増刊として発行され、1・4・7・10月の17日に発売される。2017年4月創刊。サイズはA5判平綴じ。女性向けの歴史ものやファンタジーな世界観の恋愛作品、中でもプランタン出版ティアラ文庫のコミック化作品や、描き下ろし原作つき作品が主軸となる。掲載作品は主にミッシィコミックスYLC DX Collectionから刊行。2019年1月刊行のvol.8以降は発売されていない。vol.9に掲載予定だった作品は、新創刊された電子雑誌の「ぱちゅてる」が引き継いだ。

## 主な執筆作家
- 倖月さちの
- 七里慧
- DUO BRAND.
- 竹内未来
- 田中琳
- 桜月ナナカ
- 白雪しおん
- めぐみけい
- みずの雪見
- 豆星ゆめ子
- 小鳥彩花
- 一文字鈴（小説）

## 連載中の作品
- DUO BRAND.　原作：永谷圓さくら『ただ今、蜜月中！　騎士と姫君の年の差マリアージュ』（原作小説はKADOKAWAジュエルブックス刊行）
- 倖月さちの　原作：朝陽ゆりね『残念王女の婚活事情』（※前後編）
- 田中琳『黒薔薇の魔女は黄金の王子に奪われる』
- 白雪しおん『政略結婚の旦那様（仮）と恋を始めます。』
- みずの雪見　原作：神埼たわ『王子様に抱かれるという秘密』
- 豆星ゆめ子『満つ月の恋人』（少女マンガ作品）
- 小鳥彩花『知りたがり王子とウブ嫁騎士』